# 58 Эридана
58 Эридана (лат. 58 Eridani) — звезда, которая находится в созвездии Эридан на расстоянии около 44 световых лет от нас. Вокруг звезды обнаружен пылевой диск.

## Характеристики
Звезда представляет собой жёлто-оранжевый карлик главной последовательности. По своим свойствам она очень напоминает Солнце. Её масса и радиус составляют по 96% соответственно. Возраст звезды оценивается приблизительно в 800 миллионов лет. Недавние исследования показали, что вокруг неё находится пылевой диск.

## Ближайшее окружение звезды
Следующие звёздные системы находятся на расстоянии в пределах 20 световых лет от 58 Эридана:
| Звезда     | Спектральный класс | Расстояние, св. лет |
| L 736-30   | M3 V               | 3,3                 |
| BD-21 1074 | M2 V/?             | 5,6                 |
| BD-11 916  | M1 V               | 8,5                 |
| LP 833-42  | M3,5 V             | 9,2                 |
| η Зайца    | F0-1 V-III         | 15                  |
| γ Зайца    | F6-7 V/K2 V        | 17                  |
| BD+04 701  | F8 V               | 17                  |
| BD-04 1244 | G2-4 V             | 18                  |
| Рана       | K0 IVe             | 18                  |
| 10 Тельца  | F8-9 V-IV          | 19                  |
| α Печи     | F8 V-IV/G7 V       | 20                  |